# تنهارو
تَنهارو (انگلیسی: Eremopezus) نام سرده‌ای از پرندگان پیشاتاریخی است که احتمالاً در زمره دیرین‌آروارگان قرار می‌گیرند. سنگواره یکی از گونه‌های تنهارو در نزدیکی فیوم مصر یافت شده‌است.